# Bacardi cocktail
Il Bacardi è un cocktail a base di rum Bacardi, riconosciuto ufficialmente dall'IBA nella lista dei cocktail ufficiali dal 1961 al 2020. Rientra nella categoria dei cocktail pre-dinner.

## Storia

Logo della Bacardi.

Il Bacardi è una variante del cocktail Daiquiri (che contiene rum, succo di lime o limone e sciroppo di zucchero, anziché lo sciroppo di granatina contenuto nello stesso bacardi). La versione conosciuta ai tempi odierni è nata negli USA. Le prime ricette del Bacardi apparvero verso il 1917, in un ricettario di Tom Bullock, "Ideal Bartender".
Il distillato Bacardi invece è legato a Don Facundo Bacardi. Nato in Catalogna, si trasferì successivamente a Santiago di Cuba per avviare un'attività di commercio in vini. Poi nel 1862 acquistò un alambicco e cominciò la distillazione della melassa da canna da zucchero delle piantagioni vicine.
Il suo ron (rum) diffusosi prima a L'Avana e poi in Florida, ebbe un grande successo. Ci fu una pausa solo durante il proibizionismo, quando furono interrotte le esportazioni verso gli USA, tuttavia Bacardi continuò l'espansione anche grazie a numerosi "turisti" americani che vennero ad approvvigionarsi alla fonte.
Nel 1960 Fidel Castro, con un colpo di mano, nazionalizzò le distillerie di Santiago, ma l'azienda aveva fatto in tempo a trasferirsi in Messico e a Porto Rico. Oggi Bacardi è uno dei maggiori produttori di alcolici del mondo e possiede distillerie alle Bahamas, in Brasile, in Canada, in Venezuela e in Martinica, per un totale di oltre 200 milioni di bottiglie prodotte.

## Composizione

### Ricetta per "Mixed Drinks" di Hugo Ensslin, 1917
- 1 parte di rum Bacardi
- Succo di mezzo lime
- 2 spruzzi di Gum Syrup

Agitare bene in un mixing glass con ghiaccio tritato e servire.

### Bacardi cocktail, 1930-1937
- Succo di mezzo lime
- Mezzo cucchiaino di zucchero bianco
- 1 1/2 once di rum Bacardi bianco

Miscelare assieme i componenti, agitare bene e servire con ghiaccio tritato. Importante: non variare l'ordine degli ingredienti.

### IBA
- 4,5 cl di rum Bacardi Carta Blanca
- 2 cl di succo di lime
- 1 cl sciroppo di granatina

Mettere tutti gli ingredienti in uno shaker con cubetti di ghiaccio, shakerare bene e filtrare in una coppetta da cocktail.